# Wereldkampioenschappen schermen 1938

De 2de wereldkampioenschappen schermen werden gehouden in Piešťany, Tsjecho-Slowakije in 1938. De organisatie lag in de handen van de FIE

## Medailles

### Vrouwen
| Onderdeel   | Goud         | Goud              | Zilver           | Zilver            | Brons        | Brons  |
| ----------- | ------------ | ----------------- | ---------------- | ----------------- | ------------ | ------ |
| Floret      |              |                   |                  |                   |              |        |
| individueel | Marie Šedivá | Tsjecho-Slowakije | Carmen Slabocova | Tsjecho-Slowakije | Jenny Addams | België |

## Medaillespiegel
| Plaats | Land              | Goud | Zilver | Brons | Totaal |
| 1      | Italië            | 4    | 3      | 2     | 9      |
| 2      | Frankrijk         | 2    | 2      | 2     | 6      |
| 3      | Tsjecho-Slowakije | 1    | 1      | 1     | 3      |
| 4      | Zweden            | 0    | 1      | 0     | 1      |
| 5      | België            | 0    | 0      | 1     | 1      |
| 5      | Nederland         | 0    | 0      | 1     | 1      |
| Totaal | Totaal            | 7    | 7      | 7     | 21     |

1937 · 1938 · 1947 · 1948 · 1949 · 1950 · 1951 · 1952 · 1953 · 1954 · 1955 · 1956 · 1957 · 1958 · 1959 · 1961 · 1962 · 1963 · 1965 · 1966 · 1967 · 1969 · 1970 · 1971 · 1973 · 1974 · 1975 · 1977 · 1978 · 1979 · 1981 · 1982 · 1983 · 1985 · 1986 · 1987 · 1988 · 1989 · 1990 · 1991 · 1992 · 1993 · 1994 · 1995 · 1997 · 1998 · 1999 · 2000 · 2001 · 2002 · 2003 · 2004 · 2005 · 2006 · 2007 · 2008 · 2009 · 2010 · 2011 · 2012 · 2013 · 2014 · 2015 · 2016 · 2017 · 2018 · 2019 · 2022 · 2023